# Меркатале (Пезаро и Урбино)
Меркатале (итал. Mercatale) је насеље у Италији у округу Пезаро и Урбино, региону Марке.
Према процени из 2011. у насељу је живело 1152 становника. Насеље се налази на надморској висини од 237 м.